# Starz in Their Eyes
Starz in Their Eyes è una canzone dell'artista britannico Just Jack pubblicata nell'autunno del 2006 ed estratta come primo singolo dall'album Overtones il 23 febbraio 2007.
Il 21 gennaio 2007 ha raggiunto la posizione numero due della classifica britannica dei singoli. 

## Videoclip
Il video, diretto da Chris Bevilacqua, è stato distribuito il 13 novembre 2006. 

## Utilizzi
In Italia la canzone è stata usata anche durante il Dolce & Gabbana Summer 2008 fashion show e come sigla del programma di approfondimento di La7 In onda in tre edizioni, dal 2010 al 2011. 

## Tracce
CD-Single
1. Starz In Their Eyes	4:59
2. Starz In Their Eyes (Trophy Twins Aftershow Remix)		7:52

CD-Maxi
1. Starz In Their Eyes	4:59
2. Starz In Their Eyes (Trophy Twins Aftershow Remix)	7:54
3. Electrickery	3:14
4. Like They Say	2:49

## Classifiche
| Chart (2007) | Peak position |
| ------------ | ------------- |
| UK           | 2             |
| Svizzera     | 6             |
| Olanda       | 57            |
| Belgio       | 29            |
| Italia       | 10            |
| Turchia      | 9             |